# Barbari (AMC Area)
Barbari é uma vila no distrito de Dibrugarh, no estado indiano de Assam.

## Demografia
Segundo o censo de 2001, Barbari tinha uma população de 5282 habitantes. Os indivíduos do sexo masculino constituem 63% da população e os do sexo feminino 37%. Barbari (AMC Area) tem uma taxa de literacia de 80%, superior à média nacional de 59.5%; com 66% para o sexo masculino e 34% para o sexo feminino. 11% da população está abaixo dos 6 anos de idade.